# ジャバ・ザ・ハット
ジャバ・ザ・ハット (Jabba the Hutt) はアメリカのSF映画『スター・ウォーズ』シリーズの登場人物で、本名をジャバ・デシリジク・ティウレ（Jabba Desilijic Tiure）という。ナメクジのような姿で描かれている。ロジャー・イーバートは、ヒキガエルとチェシャ猫を合わせた姿と述べている。
惑星タトゥイーンに本拠を置き、ありとあらゆる犯罪に手を染めている犯罪組織ハット・カルテルの首領。ジャバは強大な組織を運営するために大勢の犯罪者、賞金稼ぎ、密輸業者、暗殺者を雇っており、ハン・ソロもその一人だった。彼はユーモアを持ち、食欲旺盛でギャンブル、女の奴隷、拷問を好んでいた。
ジョージ・ルーカスは、「ジャバは将来的に『スター・ウォーズ』シリーズで潜在的な役割が与えられるはずだった」と述べている。また、オビ＝ワン・ケノービと共にスピンオフ映画の主役候補に挙げられている。
ジャバのイメージはアメリカの大衆文化に大きな影響を与え、彼の名前は肥満や腐敗の象徴としてフィクション作品や政治風刺に度々用いられている。

## 劇中の活躍
抗争の末にタトゥイーンの裏社会を牛耳る存在にまでのし上がったと言われる。銀河帝国や反乱同盟軍、さらにはかつての銀河共和国とは一定の距離を置いており、奴隷や麻薬の売買、詐欺、殺人など様々な犯罪的行為で稼いだ資金（合法的なポッドレースの興行も含む）によってタトゥイーンに宮殿を持っている。ロッタという息子を溺愛しており、親としての感情に言及されると態度を軟化させる。クローン大戦末期にはダース・モールの要請を受け彼の配下に収まったが、その後は帝国時代まで彼の動向は謎に包まれている。
密輸業者であるハン・ソロとは古くから取引があるが、ソロはヤヴィンの戦いの直前に密輸品のスパイスを輸送中に帝国軍の船に発見されてしまい、やむなく密輸品を投棄してしまった。これによりソロはジャバに対して多額の借金を背負い込むことになったが、ソロは反乱同盟軍に加わりジャバに借金の返済をしている暇がなくなった。そのため、ジャバはソロの首に懸賞金を掛け、結果ソロは賞金稼ぎに執拗に追われ、ホスの戦いの直後にカーボン冷凍されることとなった。しかし、その一方でジャバはソロの能力や存在価値を高く評価しており、それはソロのカーボン冷凍後も続いていた。
『ジェダイの帰還』において、ハン・ソロの救出のために賞金稼ぎに扮したレイア・オーガナを捕らえ、首輪と鎖で拘束し奴隷とした。同じく、彼女によりカーボン凍結から解除されたソロも再び捕らえるが、ソロは借金の返済の遅れに対し必死に弁明するが、ジャバにとってはもはや用済みで取引には応じず、バンサの餌食にするために牢獄に閉じ込める。その後、宮殿に侵入を許してしまったルークにソロとレイアの解放を要求されるが、そんな彼を葬るべくランコアの餌食にしようと試みるが、逆にルークがランコアを倒してしまったため失敗に終わり、今度はソロとチューバッカともどもサルラックの餌食として改めて処刑を宣告する。しかし、ルークたちとの激闘の際、レイアを拘束していた鎖で彼女に絞殺された。年齢は600歳であった。彼の死後は跡目争いが激化し、内部抗争のため組織は瓦解したという。

## キャラクター設定

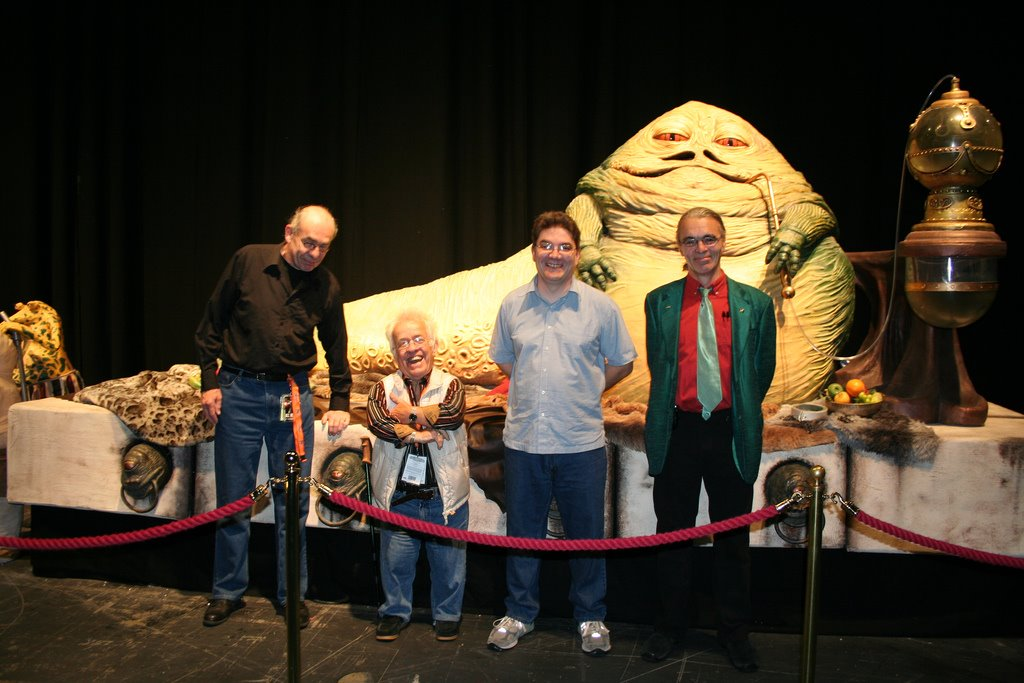
ジャバの製作者・パペッター（左からジョン・コッピンジャー、マイク・エドモンズ、デヴィッド・アラン・バークレイ、トビー・フィルポット）

非ヒューマノイド人種ハットに属する、カエルのような上半身に太り過ぎたヘビ（またはナメクジ）のような下半身という姿の巨漢。その性格は強欲にして冷酷、大胆にして野蛮ではあるが、自分に利益をもたらす相手には比較的寛大である。銀河系の公用語であるベーシックを理解できるが自尊心から必要以外の状況では用いず、母星ナル・ハッタの言語であるハット語でしか話さない。両生類のような生物が大好物。ジャバの属する種族ハットは元来ジェダイの暗示に対する抵抗力が非常に強いため、フォースを用いた心理操作はジャバには通用しない。
ハット族でも有力なデシジリク一族出身
。叔父（後に叔母）ジリアクに次ぐナンバー2の実力者。
ジャバは欲深く、食欲旺盛な性格をしている。『スター・ウォーズ』の世界で、彼は敵対者を拷問して屈辱を与えることに喜びを感じる「卑劣なギャングスター」として知られており、あらゆる種族の女性を奴隷として宮殿に住まわせている。宮殿はジャバによる恐怖が支配するため安全は保障されておらず、『ジェダイの帰還』では奴隷のダンサー・ウーラが彼の逆鱗に触れランコアの餌食となった。
ロジャー・イーバートは、ジャバの外見を「ヒキガエルとチェシャ猫の融合」と述べ、ジャン・カベロスは彼を「最も嫌われるエイリアン賞」に選んでいる。トム・ヴィッチは、「ハットのラード状の身体は定期的に悪臭を空気中に放出している」と述べている。一部の作家は、ジャバは飽くことのない食欲から、部下を食べようと脅していると指摘している。
映画史家ローラン・ブーズロウによると、ジャバの最期は『ジェダイの帰還』の脚本を担当したローレンス・カスダンの発案であり、ルーカスもジャバはレイアの鎖で絞殺されるべきと判断した。ルーカスは『ゴッドファーザー』でレニー・モンタナが演じるルカ・ブラージの殺害シーンに影響を受けている。

## コンセプト

### 『新たなる希望』
『新たなる希望』の初期設定では、ジャバは「長い触角と醜くて大きな口を持つ、ナメクジのような生き物」となっていた。一方で、ルーカスはジャバの初期案は「毛皮に覆われたウーキーに近い」デザインだったとインタビューで述べており、『新たなる希望』撮影時は北アイルランドの俳優デクラン・マルホランドが茶色い毛皮の衣装を着たジャバを演じている。当初の予定ではマルホランドが演じた後、ポストプロダクションで彼の部分をストップモーション・アニメーションで動かすクリーチャーと差し替え、『帝国の逆襲』終盤でソロがカーボン冷凍されることを説明するシーンとなるはずだった。しかし、製作費や技術的・時間的制約のため、最終的にルーカスはジャバの登場を断念している。
1997年の特別篇公開の際、ルーカスはこの未使用となった映像素材を活用し、ジャバをCGで差し替え、ベン・バートが考案した架空の言語「ハット語」でソロと会話するシーンを本編に追加した。特殊効果を担当したジョー・レッテリによると、このシーンは1年以上かけて撮影された5ショットから構成されている。ジャバのデザインはCGI技術の向上に伴い変化し、2004年のDVD化の際には『ファントム・メナス』登場時に近いCGに変更されている。
ジャバとソロが歩きながら会話するこのシーンで、ソロがジャバの尻尾を踏みつけて乗り越え、ジャバが声を出して驚く演出がある。元の映像素材ではマルホランドが演じるジャバの背後にソロがまわりながら会話するが、決定デザイン版のジャバには大きな尻尾があった関係で、このような演出となった。

### 『ジェダイの帰還』

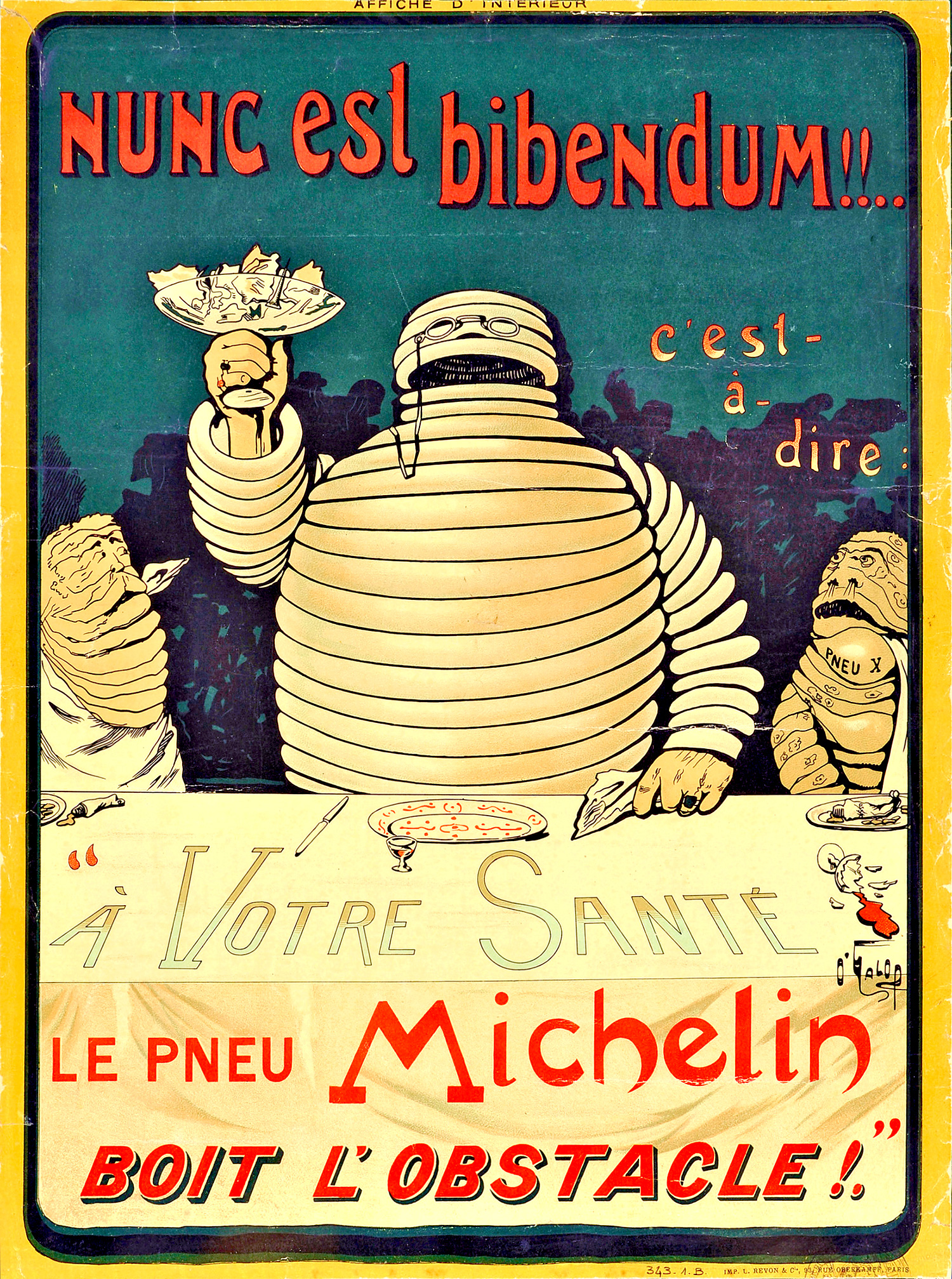
オガロップの描いたビバンダム

『ジェダイの帰還』ではインダストリアル・ライト&マジックが製作し、常に座ったままの巨大なナメクジのような姿で登場した。デザイン・コンサルサントを担当したラルフ・マッカリーは、「私のスケッチでは、ジャバは機敏で巨大な類人猿のようなキャラクターだった。しかし、デザインは別の方向に向かい、ジャバはより虫のような姿になった」と述べている。1985年のドキュメンタリー番組によると、ルーカスはマッカリーの第1の案は、あまりにも（フー・マンチュー的要素が多い）人間のように見え、第2の案はカタツムリのように見えたため採用を拒否したという。彼は最終的に2つの案を統合したデザインに同意し、さらにオガロップが描いたビバンダムからインスピレーションを得てジャバのデザインを作り出した。
同作のコスチューム・デザイナーを務めたニロ・ロディス＝ジャメロは、「最初に注文を受けた時、私が思い描いたビジョンはオーソン・ウェルズでした。私は、ジャバを非常に洗練された男と見ていました。大部分の悪役は、私たちが好む利口な人々です。しかし、フィル・ティペットは『不思議の国のアリス』のキャラクターのようなナメクジをイメージし続けていました。彼が煙を吐くナメクジのようなクリーチャーをデザインした時、私は忘れ去られなければならないと思い続けましたが、最終的にそれがデザインになりました」と述べている。

## 造形

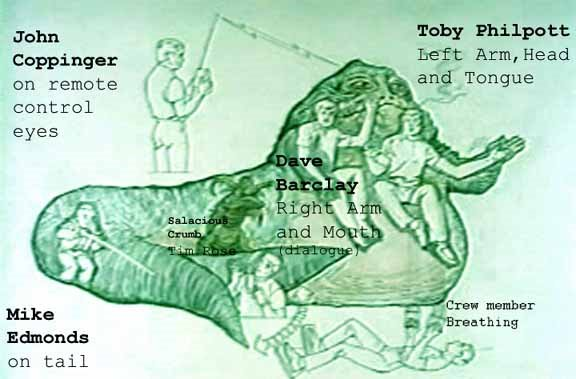
ジャバの図解

ジャバの設計はティペットが担当し、複数の動物の組織を参考に作られた。ジャバの身体構造は環形動物、頭部はヘビ、湿った皮膚は両生類を参考に作られ、このデザインは以降のシリーズでハット族の原形となった。
『ジェダイの帰還』では50万ドルの費用と3か月の期間をかけて約1トンのパペットを製作し、パペット専用のメイクアップアーティストが付けられた。パペットは3人で動かし、それまで作られた中で最大のパペットの一つとなった。設計はスチュアート・フリーボーンが担当し、ジョン・コッピンジャーが粘土彫刻を担当した。パペット操作はジム・ヘンソンのパペット・グループのメンバーであるデヴィッド・アラン・バークレイ、トビー・フィルポット、マイク・エドモンズが担当している。操作はバークレイが右腕と口の動き、フィルポットが左腕と頭部、エドモンズが尻尾を担当し、トニー・コックスが3人の補助を行い、目の動きと表情はラジコンで操作している。ジャバの台詞は声優ラリー・ワードが担当し、彼の音高を1オクターブ下げ低周波発生装置で音声処理を行い、ジャバの重低音の台詞を表現している。

## 影響
『ジェダイの帰還』公開後、ジャバはアメリカ大衆文化において人気キャラクターとなり、1983年から2004年にかけてケナー・プロダクション、ハズブロからフィギュアが発売されていた。1990年代には、ジャバを主人公にしたコミックシリーズ『Jabba the Hutt: The Art of the Deal』が発売された。国立航空宇宙博物館には、1999年まであった「Star Wars: The Magic of Myth」というブースで、ジャバの模型が展示されており、ディスプレイは「The Hero's Return」と呼ばれていた。
ジャバのキャラクターは、マスメディアによって「反肥満」の象徴として利用された。マリアン・キーズは過食を取り扱った著作『Under the Duvet』の中で、「やがてジャバ・ザ・ハットのようになる瞬間が来る」と記述している。
ジャバの名前は侮蔑語としても利用されている。「ジャバ・ザ・ハットのように見える」という言葉は、それを向けられた相手が「太っている」または「外見が醜い」という意味で用いられる。また、ビジネスの世界では「貪欲」「無秩序」を象徴する言葉として用いられている。ウィリアム・オウチは公立学校の非効率な官僚主義的運用を批判する際に、「その肥大した組織の不要な部分は、全ての学区でジャバ・ザ・ハットのようになっている」と述べている。